# Paul Dognin
Paul Dognin (1847-1931) was een Frans industrieel en entomoloog. Hij was directeur van de firma Dognin & Cie, een fabrikant van tule en kant. Hij trouwde op 18 december 1871 in Marseille met Sophie Reymondet met wie hij drie zonen en twee dochters kreeg.
Paul Dognin was gepassioneerd door vlinders. Hij specialiseerde zich in de Lepidoptera van Zuid-Amerika. Hij benoemde een honderdtal nieuwe geslachten en beschreef talrijke nieuwe soorten, en bouwde een omvangrijke verzameling uit van 82.000 specimens. Na zijn dood is die verdeeld tussen het Muséum national d'histoire naturelle in Parijs en, via William Schaus, het National Museum of Natural History in Washington.
- Bibliothèque nationale de France: cb108505646 (data)
- International Standard Name Identifier: 0000 0004 1029 0187
- Library of Congress Control Number: no97071072
- Système universitaire de documentation: 164651675
- Virtual International Authority File: 506147727679464710008